# Z16 Friedrich Eckoldt
O Z16 Friedrich Eckoldt  foi um contratorpedeiro operado pela Kriegsmarine e a décima segunda embarcação Tipo 1934A. Sua construção começou em novembro de 1935 nos estaleiros da Blohm & Voss em Hamburgo e foi lançado ao mar em março de 1937, sendo comissionado na frota alemã em julho do ano seguinte. Era armado com uma bateria principal de cinco canhões de 127 milímetros mais oito tubos de torpedo de 533 milímetros, tinha um deslocamento carregado de mais de três mil toneladas e alcançava uma velocidade de 36 nós (67 quilômetros por hora).
O Z16 Friedrich Eckoldt participou do bloqueio do litoral polonês no início da Segunda Guerra Mundial em setembro de 1939, mas logo foi transferido para estabelecer campos minados na Angra da Alemanha e próximo do litoral britânico. Em abril do seguinte envolveu-se no início da invasão da Noruega ao transportar tropas para Trondheim, sendo então enviado por um breve período para atuar na França. O contratorpedeiro voltou para a Noruega em junho de 1941 e realizou patrulhas contra navios mercantes soviéticos nos primeiros estágios da invasão da União Soviética.
O navio escoltou vários comboios no Mar Ártico no final de 1941, em seguida escoltando cruzadores pesados em incursões contra embarcações mercantes Aliadas. Ele fez parte da força de superfície que atacou o Comboio JW 51B em 31 de dezembro de 1942, resultando na Batalha do Mar de Barents. Nesta, o Z16 Friedrich Eckoldt afundou o draga-minas britânico HMS Bramble, porém confundiu o cruzador pesado HMS Sheffield com o cruzador pesado alemão Admiral Hipper. O contratorpedeiro foi surpreendido e rapidamente afundado com todos os seus tripulantes.